# Krasnoturansk
Krasnoturansk (russisch Краснотура́нск) ist ein großes Dorf (selo) in der Region Krasnojarsk in Russland mit 5790 Einwohnern (Stand 14. Oktober 2010).

## Geographie
Der Ort liegt gut 200 km Luftlinie südsüdwestlich des Regionsverwaltungszentrums Krasnojarsk. Er befindet sich am rechten Ufer des Krasnojarsker Stausees des Jenissei, an der Bucht, die von der dort einmündenden Syda gebildet wird. Der Stausee merkiert dort die Grenze zur Republik Chakassien.
Krasnoturansk ist Verwaltungszentrum des Rajons Krasnoturanski sowie Sitz und einzige Ortschaft der Landgemeinde (selskoje posselenije) Krasnoturanski selsowet.

## Geschichte
Das Dorf ging aus einem unweit der Mündung der Syda in den Jenissei 1707 errichteten Ostrog hervor. Auf Befehl Peters I. sollte dieser eigentlich an der Mündung des Abakan etwa 70 km weiter südlich als Ersatz für eine bereits 1675 erbaute und später aufgegebene Befestigung unweit der heutigen chakassischen Hauptstadt Abakan entstehen. Da diese Stelle aber aus verschiedenen Gründen ungünstig erschien, wurde eine Lage viel weiter flussabwärts gewählt, die Bezeichnung Abakanski ostrog aber beibehalten. Im Verlauf des 18. Jahrhunderts bürgerte sich für das um den Ostrog entstandene Dorf der abgeleitete Name Abakanskoje ein. 1827 wurde es Sitz einer Wolost.
Am 4. April 1924 wurde das Dorf Verwaltungssitz eines nach ihm als Abakanski rajon benannten Rajons. Im Zusammenhang mit der Entstehung der Stadt Abakan ab Ende der 1920er-Jahre erfolgte 1933 zur Vermeidung von Verwechslungen die Umbenennung von Abakanskoje in Krasnoturanskoje, von russisch krasno- für „rot-“ und Turan, dem Namen eines Berges in der Gegend. Auch der Rajon wurde entsprechend umbenannt.
Mit der Flutung des Krasnojarsker Stausees in den 1960er-Jahren geriet das Dorf unter dessen Wasserspiegel und wurde deshalb im Vorfeld an einer höher gelegenen Stelle gut 10 km südöstlich der alten Lage neu errichtet. Als dessen Gründungsjahr gilt 1962, mit der in seine heutige Form verkürzten Bezeichnung.

## Bevölkerungsentwicklung
| Jahr | Einwohner |
| ---- | --------- |
| 1897 | 1377      |
| 1939 | 4466      |
| 1959 | 3674      |
| 1970 | 4908      |
| 1979 | 5242      |
| 1989 | 6882      |
| 2002 | 5937      |
| 2010 | 5790      |

Anmerkung: Volkszählungsdaten

## Verkehr
Nach Krasnoturansk führt die Regionalstraße 04K-548, die knapp 20 km östlich von der 04K-028 abzweigt. Diese beginnt gut 70 km südlich bei Minussinsk an der föderalen Fernstraße R257 Jenissei (ehemals M54) von Krasnojarsk über Abakan und die tuwinische Hauptstadt Kysyl zur mongolischen Grenze und folgt der östlichen Seite des Krasnojarsker Stausees bis zum Dorf Bellyk, von wo weiter Anschluss bis zu einer Autofähre über den Stausee beim nördlich benachbarten Rajonzentrum Nowosjolowo besteht. Dort wird wiederum die R257 erreicht. Die nächstgelegene Bahnstation befindet sich in Minussinsk an der Südsibirischen Magistrale Nowokusnezk – Abakan – Taischet.
Westlich des Dorfes befindet sich ein Flughafen (ICAO-Code UNAT), der jedoch seit den 1990er-Jahren außer Betrieb ist.

## Söhne und Töchter des Ortes
- Leonid Sopin (1943–2010), Agrar- und Jagdwissenschaftler
- Wiktor Simin (1962–2020), Politiker